# Kovalentna vez
Kovalentna vez je kemijska vez, ki nastane med dvema raznovrstnima ali istovrstnima nekovinama ali dvema kovinskima atomoma, ko dva atoma prispevata po enega ali več elektronov v skupni elektronski par, ki atoma poveže v molekulo. Najraje se na ta način spajajo elementi s podobno elektronegativnostjo. Nastali elektronski par je skupen in si ga atoma delita. Na kratko ga imenujemo skupni elektronski par. Skupni elektronski par v formuli zapišemo s črtico, ki ponazarja kovalentno vez.
Najenostavnejša kovalentna molekula je molekula H2. V molekuli sta dva elektrona, vsakega je prispeval en atom. Elektrona tvorita elektronski par, ki je med obema atomoma (kot je prikazano na sliki). Skupni elektronski par je predvsem med jedri, in močno privlači obe jedri in ju povezuje kot neke vrste elektronsko lepilo. Za vse kovalentne vezi je značilno, da so elektroni, ki jih atomi delita, med jedri, ter posledično privlačijo obe jedri in atome povezujejo. S kovalentno vezjo se načeloma povezujejo le atomi nekovin. Kovalentna vez je tudi občutno šibkejša od ionske vezi, torej lažje razpade. Obstajajo polarne kovalentne vezi in nepolarne. Polarne so tiste, pri katerih en atom neke nekovine privlači drugo vrsto nekovine, npr. H2O, ki je polarno topilo prav zaradi tega, saj ima atom kisika večjo elektronegativnost kot vodikova atoma, zaradi česar ju privlači. Pod nepolarne kovalentne spojine spadajo spojine istih nekovin in spojine, katerih je struktura takšna, da ne morejo biti polarne. Nepolarne spojine so npr. metan(CH4), nepolarno topilo pa cikloheksan (C6H12), ki raztaplja tiste snovi, ki jih polarna topila (npr. voda) ne morejo, medtem ko pa polarna topila raztapljajo tiste, ki jih nepolarna (npr. cikloheksan) ne morejo.
Kovine tvorijo raje kovinsko vez.